# لويس كوبران
لويس كوبران (بالفرنسية: Louis Couperin)‏ (و. 1626 – 1661 م) هو ملحن، وعازف أرغن، وعازف كمان الساق ‏، وعازف هاربسكورد فرنسي، يستخدم آلات أورغن، توفي في باريس، عن عمر يناهز 35 عاماً.

## روابط خارجية
- لويس كوبران على موقع الموسوعة البريطانية (الإنجليزية)
- لويس كوبران على موقع ميوزك برينز (الإنجليزية)
- لويس كوبران على موقع ديسكوغز (الإنجليزية)